# Lliga alemanya de futbol 2014-15
La Fußball-Bundesliga 2014-15 va ser la 52a edició de la Lliga alemanya de futbol, la competició futbolística més important del país.

## Classificació
- Font: www.resultados-futbol.com/bundesliga2015'

## Play-off de descens
L'equip que acabara 16é s'enfrontaria al tercer classificat de la 2. Bundesliga 2014–15 en una eliminatòria a dos partits. El guanyador podria participar en la Bundesliga 2015–16. El Hamburger SV es va imposar per segon any consecutiu, evitant un possible descens; que hauria estat el primer de la seua història.
| Equip de la 1. Bundesliga | Resultat global | Equip de la 2. Bundesliga | Resultat anada | Resultat tornada |
| ------------------------- | --------------- | ------------------------- | -------------- | ---------------- |
| Hamburger SV              | 3:2             | Karlsruher SC             | 1:1            | 2:1              |

### Anada
| Hamburger SV | 1–1     | Karlsruher SC |
| ------------ | ------- | ------------- |
| Iličević 73' | Informe | Hennings 4'   |

| Hamburger SV | Karlsruher SC |

| GK             | 15 | René Adler            |     |     |
| RB             | 4  | Heiko Westermann      | 26' | 56' |
| CB             | 5  | Johan Djourou (c)     |     |     |
| CB             | 32 | Slobodan Rajković     |     |     |
| LB             | 22 | Matthias Ostrzolek    |     |     |
| CM             | 40 | Gojko Kačar           | 83' |     |
| CM             | 20 | Marcelo Díaz          |     |     |
| RW             | 8  | Ivica Olić            |     | 89' |
| AM             | 18 | Lewis Holtby          | 59' | 69' |
| LW             | 11 | Ivo Iličević          |     |     |
| CF             | 10 | Pierre-Michel Lasogga |     |     |
| Substituts:    |    |                       |     |     |
| GK             | 30 | Alexander Brunst      |     |     |
| DF             | 2  | Dennis Diekmeier      | 83' | 56' |
| DF             | 3  | Cléber                |     |     |
| MF             | 17 | Zoltán Stieber        |     | 69' |
| MF             | 23 | Rafael van der Vaart  |     |     |
| MF             | 27 | Nicolai Müller        |     |     |
| FW             | 9  | Maximilian Beister    |     | 89' |
| Entrenador:    |    |                       |     |     |
| Bruno Labbadia |    |                       |     |     |

| GK                | 1  | Dirk Orlishausen (c)  |     |       |
| RB                | 22 | Enrico Valentini      | 13' |       |
| CB                | 3  | Daniel Gordon         |     |       |
| CB                | 14 | Manuel Gulde          |     |       |
| LB                | 31 | Philipp Max           |     |       |
| CM                | 13 | Dominic Peitz         | 78' |       |
| CM                | 23 | Jonas Meffert         |     |       |
| RW                | 18 | Manuel Torres Jiménez |     |       |
| AM                | 8  | Reinhold Yabo         |     | 76'   |
| LW                | 11 | Dimitrij Nazarov      |     |       |
| CF                | 17 | Rouwen Hennings       |     | 90+3' |
| Suplents:         |    |                       |     |       |
| GK                | 24 | René Vollath          |     |       |
| DF                | 4  | Martin Stoll          |     |       |
| DF                | 5  | Dennis Kempe          |     |       |
| DF                | 20 | Ylli Sallahi          |     |       |
| MF                | 15 | Boubacar Barry        |     |       |
| MF                | 21 | Gaëtan Krebs          |     | 76'   |
| FW                | 19 | Iliyan Mitsanski      |     | 90+3' |
| Entrenador:       |    |                       |     |       |
| Markus Kauczinski |    |                       |     |       |

| Àrbitres assistents: Benjamin Brand Markus Hacker Quart àrbitre: Michael Weiner | Regles - 90 minuts de temps regular. - Set reserves. - Un màxim de tres substitucions. |

### Tornada
| Karlsruher SC | 1–2 (pr.) | Hamburger SV             |
| ------------- | --------- | ------------------------ |
| Yabo 78'      | Informe   | Díaz 90+1' · Müller 115' |

| Karlsruher SC | Hamburger SV |

| GK                | 1  | Dirk Orlishausen (c)  |        |      |
| RB                | 22 | Enrico Valentini      |        |      |
| CB                | 3  | Daniel Gordon         |        | 118' |
| CB                | 14 | Manuel Gulde          | 90+2'  |      |
| LB                | 31 | Philipp Max           |        | 86'  |
| CM                | 21 | Gaëtan Krebs          | 87'    | 89'  |
| CM                | 23 | Jonas Meffert         | 90'    |      |
| RW                | 18 | Manuel Torres Jiménez |        |      |
| AM                | 9  | Hiroki Yamada         |        | 72'  |
| LW                | 11 | Dimitrij Nazarov      | 120+1' |      |
| CF                | 17 | Rouwen Hennings       |        |      |
| Reserves:         |    |                       |        |      |
| GK                | 24 | René Vollath          |        |      |
| DF                | 4  | Martin Stoll          |        | 89'  |
| DF                | 5  | Dennis Kempe          |        | 86'  |
| DF                | 20 | Ylli Sallahi          |        |      |
| MF                | 8  | Reinhold Yabo         |        | 72'  |
| MF                | 15 | Boubacar Barry        |        |      |
| FW                | 19 | Iliyan Mitsanski      |        |      |
| Entrenador:       |    |                       |        |      |
| Markus Kauczinski |    |                       |        |      |

| GK             | 15 | René Adler               |       |     |
| RB             | 2  | Dennis Diekmeier         |       |     |
| CB             | 5  | Johan Djourou            |       |     |
| CB             | 32 | Slobodan Rajković        | 63'   |     |
| LB             | 22 | Matthias Ostrzolek       |       |     |
| CM             | 20 | Marcelo Díaz             | 55'   |     |
| CM             | 23 | Rafael van der Vaart (c) | 48'   |     |
| RW             | 8  | Ivica Olić               |       | 77' |
| AM             | 18 | Lewis Holtby             |       | 66' |
| LW             | 11 | Ivo Iličević             |       | 86' |
| CF             | 10 | Pierre-Michel Lasogga    |       |     |
| Reserves:      |    |                          |       |     |
| GK             | 30 | Alexander Brunst         |       |     |
| DF             | 3  | Cléber                   | 101'  | 86' |
| DF             | 31 | Ronny Marcos             |       |     |
| MF             | 17 | Zoltán Stieber           |       | 66' |
| MF             | 19 | Petr Jiráček             | 115'  |     |
| MF             | 27 | Nicolai Müller           |       | 77' |
| FW             | 9  | Maximilian Beister       | 90+2' |     |
| Entrenador:    |    |                          |       |     |
| Bruno Labbadia |    |                          |       |     |

| Àrbitres assistents: Guido Kleve René Rohde Quart àrbitre: Marco Fritz | Regles - 90 minuts de temps regular. - 30 minuts de temps extra si es va empatar en el còmput total. - Penals si no es marca cap altre gol. - Set reserves. - Un màxim de tres substitucions. |

El Hamburger SV va guanyar 3 a 2 en el còmput total.